# Geschiedenis van Oekraïne
Dit artikel beschrijft de geschiedenis van Oekraïne, van de nieuwe steentijd tot heden.

## Inleiding

### Geografie en antropologie
Oekraïne ligt voor een groot deel in een steppe- en grasland zone die een voortzetting is van de Euraziatische steppe die van de Karpaten tot in Mongolië loopt. Zodoende was het land vaak het doel of tussenstation voor nomadische plunderaars en veroveraars die over deze gigantische steppe rondzwierven zoals Scythen, Hunnen, Turken, Mongolen en vele andere volkeren. Ook de omringende staten vielen vaak Oekraïne binnen als reactie op deze nomadische veroveraars of wegens agressief expansionisme. Pas in de late middeleeuwen en vroegmoderne tijd bij de introductie van vuurwapens konden de in het gebied liggende staten aan de dreiging van de nomaden een effectief einde maken.

### Etymologie
De eerste keer dat het woord oekraina opduikt in een geschreven bron is in 1187; deze tekst is later opgenomen in de Kroniek van Hypatius, die dateert uit ongeveer 1430. Het Slavische woord ukraina betekent letterlijk "grensland" en had tot de 16e eeuw nog geen vaste geografische toepassing. Vanaf de Unie van Lublin (1569) is het oostelijk deel van de Kroon van het Poolse Koninkrijk dat grensde aan het gebied van de Krim-Tataren in het zuiden informeel de oekraïne oftewel "het grensland" gaan heten. Van de 16e tot de 18e eeuw werden verschillende gebieden geleidelijk aan 'de Oekraïne' genoemd. Ondertussen begonnen vanaf de 12e en 13e eeuw binnen de Oost-Slavische taalgroep, waartoe de meeste bewoners behoorden, de eerste aantoonbare taalkundige verschillen te ontstaan tussen wat later enerzijds de Oekraïense taal en anderzijds de Russische taal zouden worden. Van de 14e tot de 18e eeuw zijn de fonetische en grammaticale systemen van het huidige Oekraïens gevormd. In de 15e en 16e eeuw had het Pools veel invloed op de woordenschat, daarna het Russisch. Vanaf de 18e eeuw werd het dialect van Kiev-Poltava geleidelijk aan de norm voor de Oekraïense schrijftaal. Onder invloed van het nationalisme zijn in de 19e eeuw steeds meer inwoners van de regio die meestal ongeveer dezelfde Oost-Slavische taalvariaties als moedertaal hadden zichzelf ook 'Oekraïners' gaan noemen. Het gebied dat in 1991 onafhankelijk werd als de republiek Oekraïne hanteerde voortaan de naam 'Oekraïne', zonder het lidwoord 'de' ervoor.

## Prehistorische culturen

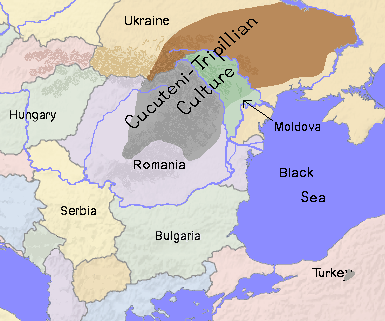
Gebied van de Tripoljecultuur.

De jamnacultuur, 3500-2000 v.Chr.

Oekraïne werd al bewoond tijdens de oude steentijd, zoals aangetoond door archeologische vondsten afkomstig van de neanderthaler en de vroege moderne mens. Vondsten bij Mezin bevatten enige van de oudste muziekinstrumenten ter wereld.
Tijdens de nieuwe steentijd leefden de bewoners van Oekraïne voornamelijk aan de kust van de Zwarte Zee en de Zee van Azov, in het bijzonder op de Krim, en aan de oevers van de grote rivieren.
Opgravingen hebben het bestaan van de Cucutenicultuur tussen 4500 v.Chr. en 3000 v.Chr. aangetoond. De belangrijkste vondsten zijn gedaan in Tripilje en in Čučuteni in Roemenië. De afkomst van deze eerste bewoners is onbekend, het is mogelijk dat zij een Indo-Europese achtergrond hadden.
Meer naar het oosten ontwikkelde zich de Sredny Stogcultuur (4500-3200 v.Chr.).
Omstreeks 3600 v.Chr. ontstond oostelijker in het Wolga-bekken de jamnacultuur, gekenmerkt door kuilgraven, die zich uiteindelijk verbreidde van de Zuidelijke Boeg tot de Oeral. De jamnacultuur werd rond 2300 v.Chr in het westen van zijn verspreidingsgebied opgevolgd door de catacombencultuur en in het oosten door de Poltavkacultuur en de Sroebnacultuur.

## Antieke culturen
Het is aangetoond dat de eerste Oekraïners deel uitmaakten van de Slavische volkeren en rond de 6e eeuw n.Chr., toen de Slaven uiteenvielen in oost, zuid en west, bij de Oostelijke Slaven hoorden. Het woongebied van de vroege Oekraïners bevond zich ruwweg tussen de Dnjestr en de Don en Severski Donets.

### Cimmeriërs
Van rond 1500 tot 700 v. Chr. bewoonden de Cimmeriërs, een waarschijnlijk uit Centraal-Azië afkomstig ruitervolk, het gebied tussen de rivieren de Don en Dnestr. Volgens de dichter Homeros (8e eeuw v. Chr.) kwam Odysseus naar het land van de Cimmeriërs na zijn affaire met de tovenares Circe.

### Scythen en Slaven
Rond 800 v.Chr. kwamen de Scythen vanuit het oosten binnenvallen en vestigden zich in de steppen grenzend aan de Zwarte Zee. De Scythen onderwierpen een aantal, waarschijnlijk Slavische, stammen in het zuiden, die door Herodotus Neuri en Budini werden genoemd en verdreven de Cimmeriërs. Herodotus noemt ook de Tauriërs op de Krim als buurvolk van de Scythen. Volgens Euripides' Iphigeneia in Tauris verbleef Agamemnons dochter Iphigeneia als priesteres onder deze Tauriërs.

### Grieken
Vanaf de 7e eeuw v. Chr. hadden Grieken koloniën gesticht aan de noordkust van de Zwarte Zee: Olbia aan de monding van de Boeg, Tyras bij de monding van de Dnestr, Chersonesus en Theodosia aan de zuidkust van de Krim en Panticapaeum op de oostpunt van de Krim. Vanuit Olbia voer Herodotus de Borysthenes (Dnepr) op om zijn verslag van de Scythen te schrijven.
De Slaven legden voorzichtige contacten met de Griekse koloniën op de Krim en er ontstond handel tussen de Grieken en de Scythen. De eersten handelden in olijfolie, wijn en textiel en de laatsten in vee, huiden, bont, hout, bijenwas, honing en graan.
Koning Philippus II van Macedonië, de vader van Alexander de Grote, bracht de oprukkende Scythen in 339 v. Chr. een vernietigende nederlaag toe.

### Sarmaten
Rond 200 v.Chr. kwamen de Indo-Europese Sarmaten vanuit Centraal-Azië en vestigden zich in het zuiden. Herodotus spreekt van Sauromaten en noemt hen een kruising van Amazonen en jonge Scythische mannen. De Scythen werden verdreven of geassimileerd en verdwenen rond 100 v.Chr. als bevolkingsgroep, al wordt door Romeinse geschiedschrijvers later soms nog wel gesproken van "Scythen", waar het echter Slaven betreft. Het Romeinse Rijk nam in die tijd ook de Griekse koloniën in. Rond het begin van onze jaartelling was er sprake van een Bosporuskoninkrijk, dat de Krim en de streek rond de Zee van Azov omvatte.

### Goten
De Germaanse Goten uit het noordwesten, uit Scandinavië, losten aan het eind van de 2e eeuw de Sarmaten af en veroverden Oekraïne waar zij het dan reeds gevestigde christendom overnamen. De Oostgoten beheersten voornamelijk de Krim en de kustgebieden ten westen van de Dnjepr tot de Donau. In 376 vielen de Hunnen het leefgebied van de Oost-Goten binnen en verdreven hen westwaarts, waardoor de desintegratie van het West-Romeinse Rijk nog sneller ging.

### Hunnen
Eind 4e eeuw verschenen de Turkstalige Hunnen, wat een doodsklap was voor de Grieken. Rond 451 hadden de Hunnen onder leiding van Attila de Hun de meeste Slavische stammen overwonnen, maar kregen ook de eerste tegenslag te verduren tegen de Romeinse generaal Flavius Aetius in de Slag op de Catalaunische Velden in Gallië. Na deze nederlaag nam de macht van het te uitgestrekte rijk van de Hunnen snel af en rond 500 hadden deze zich teruggetrokken tot bij de benedenloop van de Don en de Wolga. Een aantal overgebleven Goten vestigden zich op de Krim, wat tot in de 16e eeuw terug te zien was in het Krim-Gotisch.

### Chazaren
In de 6e eeuw kwamen, alweer uit het oosten, de Bulgaren en Avaren, in de 7e eeuw gevolgd door de Chazaren. Zij beheersten een deel van de handelsroutes op de steppe, tussen China, het Midden-Oosten en het Westen. De Chazaren bekeerden zich eind 8e, begin 9e eeuw tot het joodse geloof.

## Slavische expansie
Van de 2e tot de 5e eeuw vindt men op het grondgebied van het huidige Oekraïne de Kievcultuur, de vroegste archeologische cultuur die met enige zekerheid als Slavisch te identificeren is. De meeste wetenschappers gaan ervan uit dat de oorsprong van de Slaven in het bosrijke gebied ten noorden van het Karpatengebergte lag, nu de grensstreek tussen Oekraïne, Wit-Rusland en Polen. De Oost-Slaven trokken onder meer naar Midden-Oekraïne. Na het ineenstorten van het Gotische rijk en de daaropvolgende volksverhuizingen ziet men een sterke Slavische expansie, vertegenwoordigd door de Praag-Kortsjakcultuur. De Germanen waren grotendeels naar het westen vertrokken en de Slaven trokken in hun voormalige gebieden. Ze vestigden zich tot aan de Elbe en tot aan de grenzen van het Byzantijnse Keizerrijk. Deze Slaven hielden zich bezig met landbouw, jagen en vallen zetten, vissen, bijenhouden en nomadische veeteelt. De Poljanen langs de Dnepr, met hun hoofdstad in Kiev, waren volgens de Nestorkroniek (Het Verhaal van Voorbije Jaren) de machtigste van de twaalf Oost-Slavische stammen.

## Kievse Rijk
In de 9e-13e eeuw was in gedeelten van het huidige Oekraïne, Wit-Rusland en Rusland het Kievse Rijk gevestigd (ook vaak Rijk van Kiev/Kiev, Kievse Roes of Land van de Roes genoemd), opgericht door de Roes, Varjagen uit Scandinavië, die onder andere handel dreven op Constantinopel. De Oost-Slaven hadden volgens de Nestorkroniek in 862 Rurik, de hoofdman van de Varjagen, uitgenodigd om over hen te regeren. Rurik kwam aan de macht in Ladoga (huidig Staraja Ladoga in de Finse Golf), later zou hij zich vestigen in Novgorod (betrouwbare bronnen ontbreken echter) en stichtte een dynastie die meer dan zeven eeuwen de Oost-Slaven regeerde, eerst vanuit Kiev en vanaf eind 16e eeuw vanuit Moskou. Rurik legde de grondslag voor de staat 'Kiev-Roes'. 

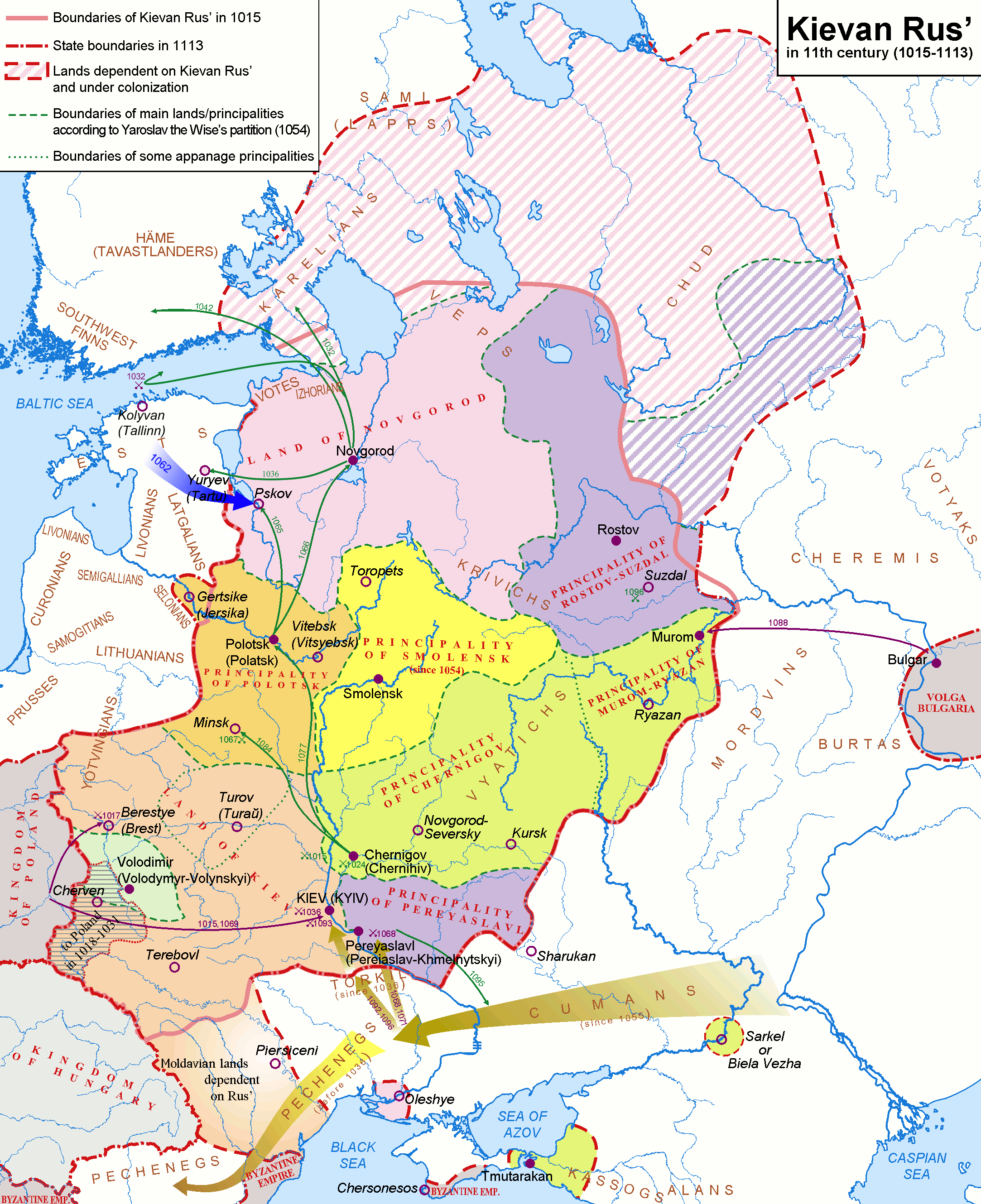
Kievse Rijk in de 11e eeuw

Volgens Oekraïense historici waren de Slaven al politiek georganiseerd en namen de Varjagen die structuren over. In 1982 werd in de Sovjet-Unie de 1500ste verjaardag gevierd van de stad Kiev, die dus volgens de Sovjet-historici al in 482 zou zijn gesticht en wel door de Poljaanse broers Ky, Sjtsjek, Choryv en hun zuster Lybid (vandaar Kyjiv). Die datum is gebaseerd op de vondst van de resten van een burcht uit de 5e of 6e eeuw. Een vorst Ky komt voor in Byzantijnse kronieken uit dezelfde tijd en in de Nestorkroniek.
Ruriks opvolger Oleg, de regent van Ruriks minderjarige zoon Igor, doodde de Varjagen Askold en Dir, die zich in Kiev hadden gevestigd en maakte van Kiev zijn hoofdstad. Igor kwam in 912 op de troon en werd in 945 opgevolgd door Svjatoslav, die de Chazaren en Bulgaren versloeg.
Door de overwinning op de Chazaren viel de machtige buffer weg, waardoor het gebied van Kiev voortdurend door nomadische confederaties uit het oosten werd bedreigd: eerst door de Petsjenegen, daarna de Koemanen en ten slotte de Mongolen.
Svjatoslav werd door de Turkse Petsjenegen vermoord, die zich voor de gelegenheid met diens vijand Byzantium hadden verbonden. Zijn zoon Vladimir wist in 980 zijn twee broers in de strijd om de troon te overwinnen.
In 988 werd het Byzantijnse christendom geïntroduceerd bij de bekering van Vladimir de Heilige, de vorst van het Kievse Rijk.
De meest effectieve verdediging tegen aanvallen van nomaden was een andere groep nomaden. In de 11e eeuw begon Kiev verschillende stammen van de steppe in dienst te nemen: onder meer Torken, Petsjenegen en Berendei. Die ontwikkelden zich in een eeuw tijd tot de Chernye Klobuki (zwarte mutsen), een voorloper van de Kozakken.

## Mongoolse inval
Het Rijk van Kiev raakte langzamerhand versnipperd over verschillende vorstendommen en het huidige Oekraïense grondgebied viel vanaf 1237 ten prooi aan invallen van Mongolen, die in 1240 Kiev veroverden.
Onder de mongolen behielden de vorstendommen grotendeels hun autonomie. Mongoolse vertegenwoordigers, de baskaken, zorgden ervoor dat ze aan hun verplichtingen naar de Gouden Horde voldeden. Het in 1199 ontstane vorstendom Galicië-Wolynië was een van de staatkundige opvolgers van het Rijk van Kiev. Tussen de 12e en 14e eeuw kende het een tijdperk van grote bloei, maar in 1340 werd het door Litouwen en in 1349 door Polen ingelijfd.

## Litouwse expansie

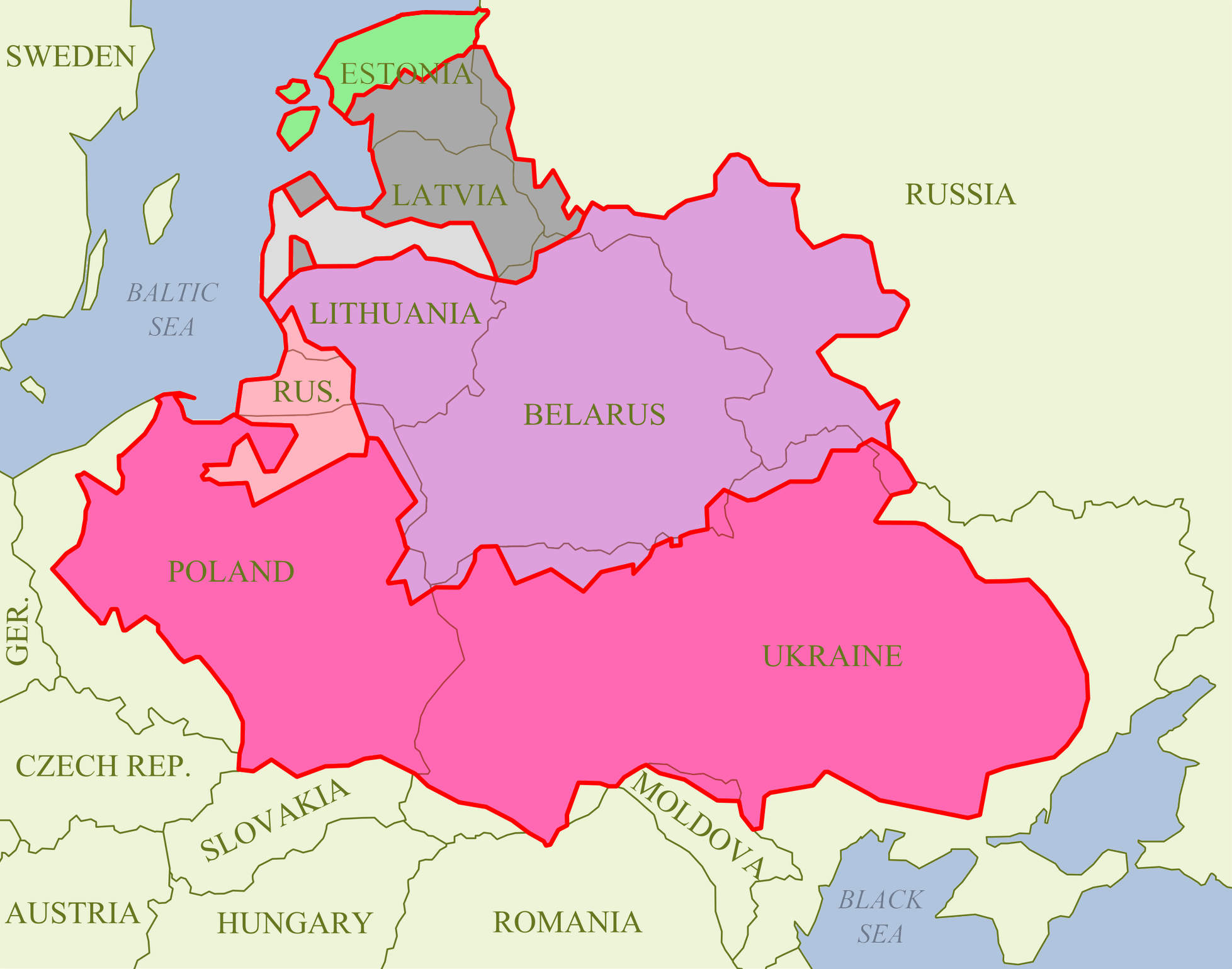
Oekraïne grotendeels onder Polen-Litouwen in 1619. (In grijs de grenzen van na 1992)

In de 13e-14e eeuw wist het Groothertogdom Litouwen steeds meer voormalige Russische vorstendommen ten westen van de Dnjepr onder zijn gezag te verenigen. Na de Slag aan de Irpen in 1362 werd ook Kiev ingenomen. Het Roetheens werd de officiële taal van het Litouwse rijk.

## Onder Polen
Litouwen fuseerde in 1569 (Unie van Lublin) met Polen door het Pools-Litouws Gemenebest te vormen. 
Bij de Unie van Brest in 1596 werd Litouws-Rusland opgesplitst. De noordelijke helft bleef onder Litouwen; hieruit ontwikkelde zich het huidige Wit-Rusland. De zuidelijke helft ging naar de Poolse Kroon, en hieruit ontstond het latere Oekraïne.
In het Poolse deel werd de polonisering veel verder doorgevoerd dan in het Litouwse gebied, waardoor Wit-Russen en Oekraïeners zich anders gingen ontwikkelen. Ook de verplichte bekering tot het katholiek geloof kreeg meer ingang. Het Roetheens werd vervangen door het Pools als algemene bestuurstaal. Voor de Poolse elite kwam het tot een bloeiperiode. Door de groeiende welvaart door de export van graan, verspreidde het lijfeigenschap zich snel. Edelen lieten het maken van maximale winst over aan hun (vaak joodse) rentmeesters. Een deel van de onderdrukte bevolking vluchtte naar de grensgebieden van de kozakken. 
De oprichting van de Oekraïense Grieks-Katholieke Kerk leidde tot verdere afbraak van de tolerantie, die eerder het Gemenebest had gekenmerkt. De adel ging merendeels over tot het katholicisme, omdat dat een hogere status gaf in het Gemenebest. Ze gaven daarbij hun traditionele rol als bewakers van het Orthodoxe geloof op. Die rol werd overgenomen door de kozakken. De geloofsvervolging, de arme massa's bleven hun orthodoxe geloof trouw, leidde tot de vereniging van verschillende groeperingen van de maatschappij en werd een wezenlijke bedreiging voor het voortbestaan van het Gemenebest. De kozakken verenigden zich met de Krim-Tataren in de strijd met Poolse legers en behaalden spectaculaire overwinningen, waar niemand op had gerekend.

### Pools-Russische Oorlog
Het Gemenebest kwam in 1654 in oorlog met het tsaardom Rusland over Oekraïne en Wit-Rusland, toen de Oekraïense (kozakken)leider, Bohdan Chmelnytsky na de Chmelnytsky-opstand onder druk, Oekraïne onder bescherming van de Russische tsaar Aleksej wilde plaatsen (Pools-Russische Oorlog van 1654-1667). Chmelnytsky had zelf de voorkeur gehad voor een protectoraat onder het Ottomaanse Rijk, omdat de kozakken zeer bekend waren met de islamitische wereld en er door de afstand minder kans bestond op bemoeienis in binnenlandse aangelegenheden.
In 1667 sloten de strijdende partijen het Verdrag van Androesovo; de gebieden ten oosten van de Dnjepr werden een onderdeel van Rusland. Bij de Eeuwige Vrede van 1686 werd dit ten slotte bevestigd. In dit uitgestrekte gebied, ook wel Linkeroever-Oekraïne genoemd, werd het Kozakken-Hetmanaat opgericht dat een zekere mate van zelfbestuur kende onder de soevereiniteit van de Russische tsaar. De laatste kozakse hetman werd in 1764 afgezet. Onder de tsaristische invloed werd oostelijk Oekraïne vanaf de 19e eeuw geleidelijk gerussificeerd.
Na de overwinning van het Russische rijk in de Russisch-Turkse Oorlog (1768-1774) met de steun van de Oekraïense Kozakken, werden deze laatste in 1775 vernietigd. Een 100.000 man sterk Russisch leger marcheerde van het Fort van St. Elisabeth naar Sich, dat op zijn beurt werd verdedigd door 3.000 Oekraïners en dat op 15 juni volledig werd verwoest .
Sommige voormalige Oekraïense Kozakken vluchtten over de Donau, anderen werden hervestigd in de Kuban. Gouvernement Novorossiejsk werd gecreëerd op voormalige Kozakkenlanden. De Krim en andere kustgebieden aan de Zwarte Zee vormden van de 15e eeuw het Kanaat van de Krim, dat uiteindelijk 1783 eveneens door Rusland werd ingelijfd.

## Poolse delingen
De gebieden ten westen van de Dnjepr bleven Pools en ondergingen een westerse invloed tot de Poolse delingen: Galicië kwamen in 1772 onder Habsburgse monarchie als deel van het koninkrijk Galicië en Lodomerië, de andere gebieden, Kiev inbegrepen, werden Russisch in 1793-'95.

## Oostenrijk-Hongarije
De Oostenrijkse grondwet van 1861 maakte een sterke uitbreiding van de invloed van de Poolse adel mogelijk, waarna in 1869 het Pools de verplichte bestuurstaal werd. De oppositiebeweging hiertegen kreeg een nationalistisch karakter, dat werd gevoed door het in Galicië gelegen culturele centrum Lviv (Duits: Lemberg). Oekraïense oppositie tegen de polonisering van Galicië viel uiteen in twee kampen: de Volksvrienden streefden naar autonomie binnen Oostenrijk-Hongarije, terwijl de Moskofielen ijverden voor Russische interventie.

## Eerste Wereldoorlog en Oekraïense Onafhankelijkheidsoorlog (1914–1921)

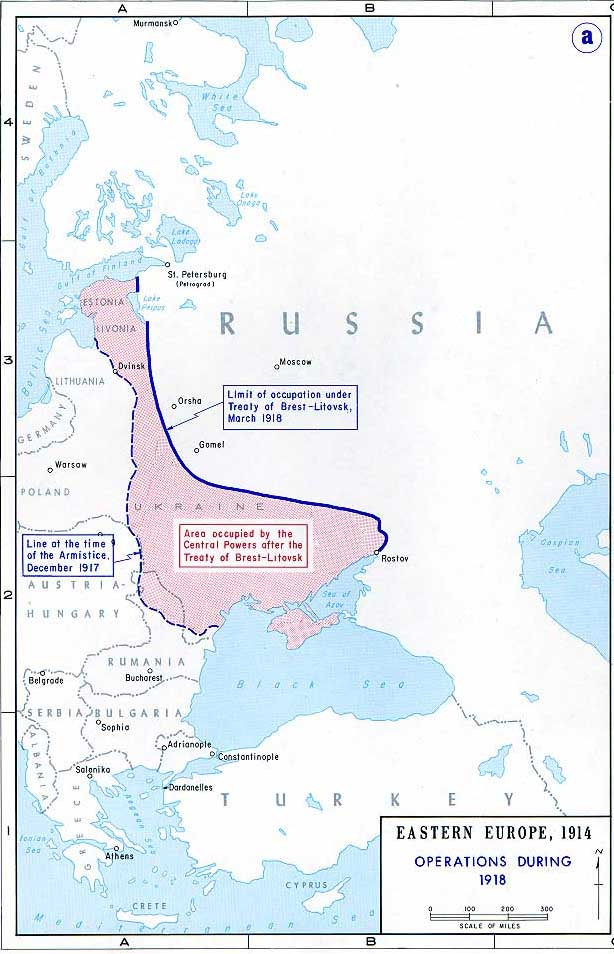
Het roze gebied werd bezet door de Centrale Mogendheden als gevolg van de Wapenstilstand van 15 december 1917

De moord op Frans Ferdinand van Oostenrijk (28 juni 1914) veroorzaakte grote politieke spanningen in Europa; Oostenrijk-Hongarije (inclusief Galicië en Lodomerië) verklaarde Servië de oorlog op 28 juli, waarmee de Eerste Wereldoorlog uitbrak. Op 30 juli 1914 ging het tsaristische Rusland (inclusief de rest van Oekraïne) over tot algehele mobilisatie om bondgenoot Servië te hulp te kunnen schieten. Op 1 augustus 1914 verklaarde het Duitse Keizerrijk de oorlog aan het Russische Rijk, waardoor het oostfront ontstond. In de beginfase bezetten de tsaristische troepen al snel Galicië: Lviv (Lemberg) en Tsjernivtsi (Czernowitz) kwamen begin september in Russische handen. In de zomer van 1915 werden deze gebieden geleidelijk heroverd door de Habsburgers, maar in 1916 werd Tsjernivtsi opnieuw door Rusland bezet. De Februarirevolutie (1917) in Petrograd leidde tot de val van de tsaristische monarchie en de instelling van de Voorlopige Regering, die enkele hervormingen doorvoerde maar de oorlog voortzette.
In de Russische Burgeroorlog (25 oktober 1917 tot oktober 1922) streden de Russische bolsjewieken (later het Rode Leger genoemd), die op 25 oktober 1917 de macht hadden gegrepen, tegen Russische groepen die niet akkoord gingen met deze bolsjewistische machtsovername die gezamenlijk aangeduid werden als de Witte Legers. Daarnaast maakten vele door Rusland overheerste etnische minderheden van de omstandigheden gebruik om, al of niet langs militaire weg, hun onafhankelijkheid na te streven; daaronder waren ook de Polen en de Oekraïners, die in verschillende facties streden tijdens de Oekraïense Onafhankelijkheidsoorlog (8 november 1917 – 17 november 1921). Tevens mengden diverse buitenlandse machten zich in de strijd, waaronder het Duitse Keizerrijk en Oostenrijk-Hongarije. Met de Wapenstilstand van 15 december 1917 accepteerden de communistische bolsjewieken de 'tijdelijke' bezetting van Oekraïne, een stuk Wit-Rusland en de Baltische regio door Duitsland en Oostenrijk-Hongarije om zich volledig te kunnen concentreren op de strijd tegen de tsaristische Witten.
In deze wreed uitgevochten oorlog viel het voorheen tsaristische gedeelte van huidig Oekraïne eerst onder gezag van de zich autonoom en later onafhankelijk noemende Oekraïense Volksrepubliek, die overigens in 1918 wel weer een half jaar onder Duits gezag stond, onder de naam Oekraïense Staat. Enige tijd hadden de Russische Witten dit deel van Oekraïne in handen. De Oekraïense Volksrepubliek werd eind 1918 hersteld, maar werd door verschillende strijdende partijen van alle kanten bedreigd. De Duitse en Oostenrijks-Hongaarse legers trokken zich na de Wapenstilstand van 11 november 1918 terug uit Oost-Europa.
De West-Oekraïense Volksrepubliek, die in het machtsvacuüm rondom Lviv op 18 oktober 1918 werd uitgeroepen, sloot zich op 22 januari 1919 aan bij de Oekraïense Volksrepubliek. De Pools-Oekraïense Oorlog (1 november 1918 – 18 juli 1919) was ondertussen uitgebroken en de Pools-Russische Oorlog (1919-1921) brak kort daarna uit, waarbij de Tweede Poolse Republiek zich onafhankelijk wilde maken van Rusland (waar de bolsjewieken de Russische Socialistische Federatieve Sovjetrepubliek hadden gevestigd) en daarbij aanspraak maakte op gebieden waar veel Oekraïners woonden. De Oekraïense Volksrepubliek verloor deze strijd en moest na een wapenstilstand in juli 1919 met Polen onderhandelen over het afstaan van enkele westelijke gebieden; in ruil hiervoor zou Polen de rest van Oekraïne als onafhankelijk erkennen. Uiteindelijk sloten Oekraïne en Polen op 21 april 1920 een bondgenootschap bij het Verdrag van Warschau en op 7 mei 1920 namen de Poolse en Oekraïense troepen samen Kiev in. De bolsjewieken sloegen terug en kwamen tot Warschau, maar in de Slag om Warschau (12–25 augustus 1920) verdreven de Pools-Oekraïense troepen hen weer. Uiterlijk begin 1921 was het oostelijke en centrale deel van Oekraïne echter nog steeds in handen van de zegevierende Russische Rode Leger. Deze situatie werd op 18 maart definitief met de Vrede van Riga (1921): de Oekraïense Volksrepubliek verdween, Galicië en Wolhynië werden onderdeel van Polen en de rest van Oekraïne kwam aan de Oekraïense Socialistische Sovjetrepubliek. Deze zou samen met de Russische Socialistische Federatieve Sovjetrepubliek en enkele andere sovjetrepublieken in 1922 opgaan in de Sovjet-Unie (USSR).

## Interbellum (1922–1939)

### Sovjet-Oekraïne
Tijdens het bewind van Stalin (1922-1953) onderging dit deel van Oekraïne een krachtige industriële ontwikkeling. De gedwongen collectivisering van landbouwbedrijven leidde evenwel tot de holodomor-hongersnood van 1932-33 waardoor een vijfde deel van de boerenbevolking (5 tot 10 miljoen mensen) het leven liet.

### Pools Oekraïne

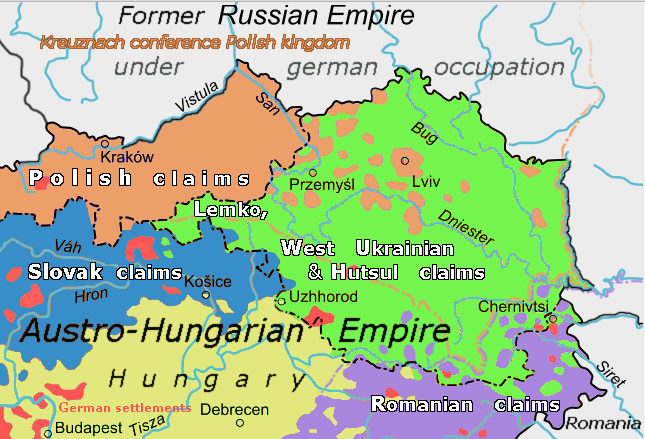
In het groen gebieden binnen Oostenrijk-Hongarije met een etnisch Oekraïense meerderheid in 1918.

Het zuidwestelijke deel van huidig Oekraïne, ongeveer 250 x 250 km rond Lviv en Chernivtsi, dat tot 1772 Pools was geweest en sindsdien deel van Oostenrijk-Hongarije, scheidde zich daar op 18 oktober 1918 van af en verklaarde zich de onafhankelijke West-Oekraïense Volksrepubliek.
Polen, dat zichzelf rond 1918 ook onafhankelijk verklaarde, nam op 21 november 1918 de stad Lviv, grotendeels door Polen bewoond, in. In 1919 kreeg Polen deze hele regio vrijwel onder controle (zie Pools-Russische Oorlog (1919-1921)). Tot september 1939 bleef dit gebied weer Pools (zie Molotov-Ribbentroppact). In Galicië was de nieuwe situatie weinig populair onder de Oekraïense bevolking, omdat zij ten tijde van Oostenrijk-Hongarije meer burgerrechten genoten dan in de Poolse Republiek. Nadat Józef Piłsudski in 1926 met een staatsgreep aan de macht kwam, werden nationale minderheden zoals Oekraïeners en Joden over het algemeen met rust gelaten en erkend als onderdeel van de bevolking, hoewel niet helemaal gelijkwaardig. De Organisatie van Oekraïense Nationalisten (OUN) pleegde wel enkele aanslagen op overheidsambtenaren in een poging om een onafhankelijkheidsstrijd te ontketenen, maar de Poolse autoriteiten arresteerden de leiders al snel en de vrede bleef bewaard. Onder de Oekraïense intellectuelen ontstond de consensus dat de situatie binnen Polen niet ideaal was, maar dat men er het beste van moest maken en dat het beter was dan in Sovjet-Oekraïne.
Noordwest-Oekraïne, oftewel Wolhynië, het circa 270 bij 180 km grote gebied rond Kovel, Loetsk en Rivne, dat tot 1795 Pools was geweest en sindsdien Russisch, viel tussen december 1918 en mei 1919 eveneens onder Poolse controle tot september 1939. Voor Oekraïeners in dit gebied was de Tweede Poolse Republiek over het algemeen een vooruitgang van hun situatie: zij kregen meer rechten dan zij in tsaristisch Rusland hadden genoten en de gelegenheid om zich sociaal-economisch en cultureel te ontwikkelen. Deze periode staat bekend als het Wolhynisch Experiment: er was enige ruimte voor het ontwikkelen van een Oekraïense nationale identiteit, die anders was, maar wel veel overeenkomsten had met de Poolse, met het idee dat de twee volkeren nauw aan elkaar verwant en lotsverbonden waren.

## Tweede Wereldoorlog (1939–1944)

### Sovjetbezetting van Pools Oekraïne (1939–1941)
Terwijl nazi-Duitsland het westelijk deel van Polen bezette, bezette de Sovjet-Unie op 17 september 1939 het oostelijke deel, daaronder het destijds Poolse deel van Oekraïne, dus de westelijke strook van ongeveer 270 x 400 km (zie Molotov-Ribbentroppact).

### Duitse bezetting van heel Oekraïne (1941–1944)

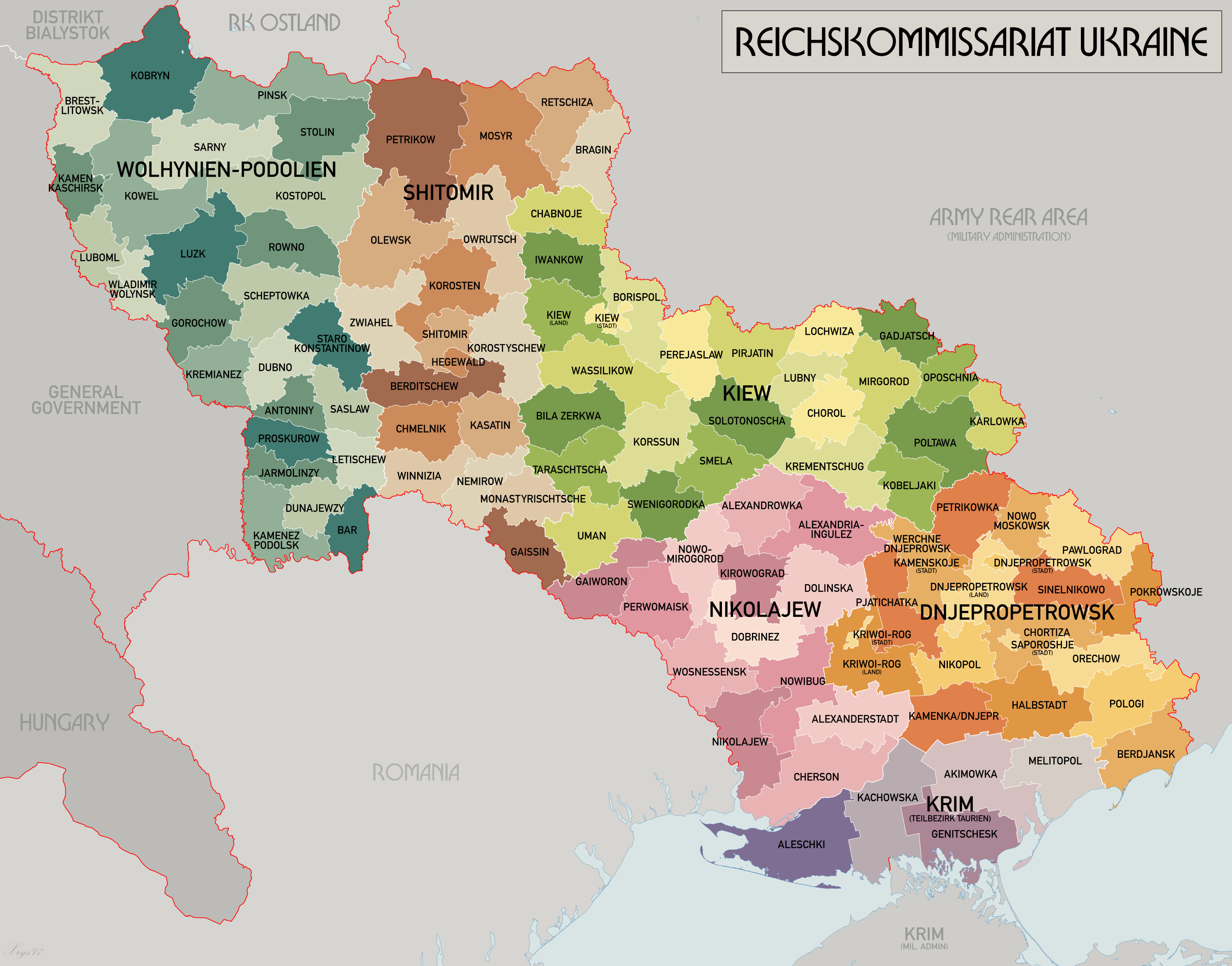
Kaart van het Rijkscommissariaat Oekraïne (1941–1944).

In juni 1941 viel Duitsland en zijn bondgenoten met Operatie Barbarossa de Sovjet-Unie binnen en veroverde al gauw Galicië en Wolhynië, waar veel Oekraïners de Duitsers als bevrijders ontvingen, omdat zij een einde maakten aan de gedwongen sovjetisering die daar sinds 1939 was begonnen. In september 1941 bezetten de Duitsers Kiev. Daarna werd vrijwel de rest van huidig Oekraïne bezet, uitgezonderd gebieden rond Tsjernihiv en Soemy. Overig Oekraïne kreeg een Russisch militair bestuur. Het bezette gebied werd met stukken Polen en het huidige Wit-Rusland onder het Rijkscommissariaat Oekraïne geplaatst. In tegenstelling tot de hoopvolle verwachtingen van veel Oekraïners maakten de nazi's er een exploitaitiekolonie van. De Duitse bezetters gingen bij hun machtsovername over tot grootschalige vervolging van Joden, Roma en Sinti, en andere bevolkingsgroepen; er kwamen ook veel etnische Oekraïners om, die volgens de nazistische ideologie eveneens Untermenschen waren. Twee miljoen Oekraïners werden bovendien geronseld als ‘Ostarbeiter’ om in de Duitse industrie te werken.
Echter, een aanzienlijk gedeelte van de bevolking collaboreerde vrijwillig met de Duitsers. De nationalisten namen zelfs actief deel aan de Jodenvervolging in Oekraïne. Verder werden er relatief veel Oekraïners ingezet als Hiwi (Hilfswilliger) bij de Wehrmacht of als bewaker in een concentratie- of vernietigingskamp bij een van de SS-Totenkopfverbände. Daarbij gingen zij zo ver over de landsgrenzen dat er zelfs een compagnie Oekraïners diende in het SS-Wachbataillon 'Nordwest' in Nederland.
Nationalisme, onderdrukking door de Sovjetregering, antisemitisme en de mogelijkheid om te ontsnappen aan de slechte levensomstandigheden waren de grootste motivaties om te collaboreren met de Duitsers.

### Sovjetbezetting van heel Oekraïne (1943–1944)
Tussen februari 1943 en oktober 1944 verdreef de Sovjet-Unie de Duitsers uit geheel huidig Oekraïne en herstelde de Oekraïense Socialistische Sovjetrepubliek, nu echter inclusief het tot 1939 Poolse deel van Oekraïne (Galicië, Wolhynië, Transcarpatië, Boekovina) en delen van Tsjechoslowakije (Roethenië) en Roemenië. Stalin voerde een etnische zuivering door, waardoor verschillende minderheden waaronder een miljoen Polen uit Sovjet-Oekraïne vertrokken of werden verdreven. In totaal hebben er in Oekraïne tijdens de Tweede Wereldoorlog ruim 6 miljoen inwoners hun leven verloren, waaronder ongeveer 2,5 miljoen Joden. Dat was toen een zesde deel van de bevolking.

## Koude Oorlog (1944–1991)
Veel Oekraïense Ostarbeiter die de werkkampen in Duitsland overleefden werden bij hun terugkeer direct doorgestuurd naar een sovjetkamp op beschuldiging van 'collaboratie met de vijand'. Onder leiding van Lazar Kaganovitsj vond er een harde repressie plaats jegens vermoedelijke Oekraïense nationalisten; meer dan een miljoen mensen die hiervan werden verdacht belandden in Siberische kampen. Tot begin jaren 1950 voerde een handjevol Oekraïense nationalisten nog een guerrillastrijd tegen de Sovjets, met name in de Karpaten.
Na de Tweede Wereldoorlog ontwikkelde Oekraïne zich tot een van de belangrijkste en meest welvarende socialistische sovjetrepublieken (SSR's) van de Sovjet-Unie.
In 1954, tijdens het bewind van Chroesjtsjov, werden het schiereiland de Krim van de Russische SFSR en de Boedzjak van de Moldavische SSR overgeheveld naar Oekraïne.

## Onafhankelijk Oekraïne

### 1991–2004 Onafhankelijkheid en opbouw

#### Economische crisis en herstel

De huidige vlag van Oekraïne

Na de staatsgreep in Moskou riep het Oekraïense parlement op 24 augustus 1991 de onafhankelijkheid uit, los van de Sovjet-Unie. Eerder die dag had het zich hernoemd tot Oekraïne, zonder het lidwoord ‘de’. Op 1 december stemde een overweldigende meerderheid van de Oekraïners bij een volksraadpleging voor deze afscheiding. Op 25 december werd de onafhankelijkheid officieel erkend door de internationale gemeenschap. Oekraïne tekende met Rusland een contract waardoor de Russische vloot de haven van Sebastopol huurde tot 2017. De kwestie lag erg gevoelig voor beide landen, aangezien de Oekraïners liever geen Russische (oorlogs)schepen in de haven zagen liggen, maar Rusland de haven naar eigen zeggen nodig had omdat het zelf weinig 'warme' (ijsvrije) havens zou hebben. Oekraïne gaf in 1994 haar Sovjet-kernwapenarsenaal op in ruil voor economische steun en veiligheidsgaranties. De Oekraïense economie stortte echter volledig in na de onafhankelijkheid, net zoals in de andere voormalige Sovjetlanden. Leonid Kravtsjoek was president van 1991 tot 1994, Leonid Koetsjma daarna van 1994 tot 2004. Hun belangrijkste taken waren het aanpakken van de economische teruggang, die rond 2000 uiteindelijk overwonnen werd. Sindsdien kwamen andere problemen meer onder de aandacht.

#### Oekraïnisering en diplomatie
De eerste regeringen van de nieuwe staat voerden een oekraïniseringsbeleid, waarbij onder meer in de Grondwet van 1996 werd vastgelegd dat het Oekraïens de staatstaal van Oekraïne was; veel inwoners konden die taal toen echter nog niet lezen. Ook president Koetsjma zelf moest 's avonds lessen Oekraïens krijgen om te voldoen aan de eis dat politici alleen die taal in het openbaar zouden gebruiken. De officiële schrijfwijze van plaatsnamen zoals Kiev, Lvov en Charkov (Russisch) werden gewijzigd naar Kiev, Lviv en Charkiv (Oekraïens). Een deel van de Russischtalige bevolking ondervond hier moeite van en uitte hier oppositie tegen; met name op de Krim leidde dit tot pro-Russisch separatisme. Op andere vlakken was dit oekraïniseringsbeleid echter een succes: de Oekraïense staat werd sterker, bouwde een eigen leger op, beperkte invloed van Rusland en haalde de banden aan met Midden-Europese staten en het Westen. Door lid te worden van internationale organisaties en diplomatieke vertegenwoordigingen over de hele wereld te vestigen, werd Oekraïne steeds meer onderdeel van de internationale gemeenschap.

### 2004-2006 Regering Joesjtsjenko met Tymosjenko

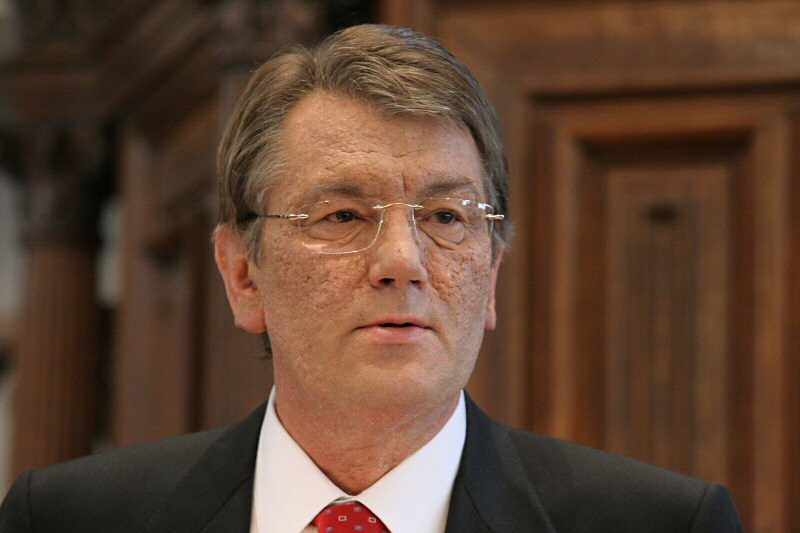
Viktor Joesjtsjenko (2006)

Het jonge land kampte sinds haar ontstaan met een oost-west machtsstrijd, met als inzet de betrekkingen tussen het Westen en Rusland. In de herfst van 2004 kwam dit uiteindelijk voor het eerst duidelijk naar boven bij de presidentsverkiezingen, toen Leonid Koetsjma liet weten zich niet nogmaals verkiesbaar te stellen. De twee grote politieke partijen, de centrumrechtse prowesterse Nasja Oekrajina van Viktor Joesjtsjenko en de pro-Russische Partij van de Regio's van Viktor Janoekovytsj konden slecht met elkaar overweg. In het Oekraïense parlement, de Verchovna Rada, kwam het soms tot knokpartijen van politici onderling. Na de presidentsverkiezingen van 2004, waarbij de toenmalige regeringspartij van Janoekovytsj massaal gefraudeerd bleek te hebben, ontstonden er grote opstanden onder de pro-Europese Oekraïners die uiteindelijk de Oranjerevolutie zouden gaan heten. Na grote demonstraties in Kiev en betwisting van de geldigheid van de stemming vanuit het buitenland werden er nieuwe verkiezingen gehouden waarin Viktor Joesjtsjenko won.
In maart 2005 werd Joelia Tymosjenko tot premier benoemd, maar reeds in september werd ze door president Joesjtsjenko ontslagen, en opgevolgd door Joeri Jechanoerov, partijgenoot van Joesjtsjenko.

### 2006-2007 Regering Joesjtsjenko met Janoekovytsj
Bij de parlementsverkiezingen in maart 2006 werd Nasja Oekrajina door de kiezer afgestraft voor de chaotische regeerperiode en eindigde ze als derde. Janoekovytsj' Partij van de Regio's won de meeste stemmen, gevolgd door Tymosjenko's blok. De vorming van een Nasja Oekrajina-Blok Tymosjenko-regering mislukte in juli, waarop Joesjtsjenko zijn aartsvijand Janoekovytsj de hand reikte en hem benoemde tot premier van een 'anti-crisisregering' van vier partijen.

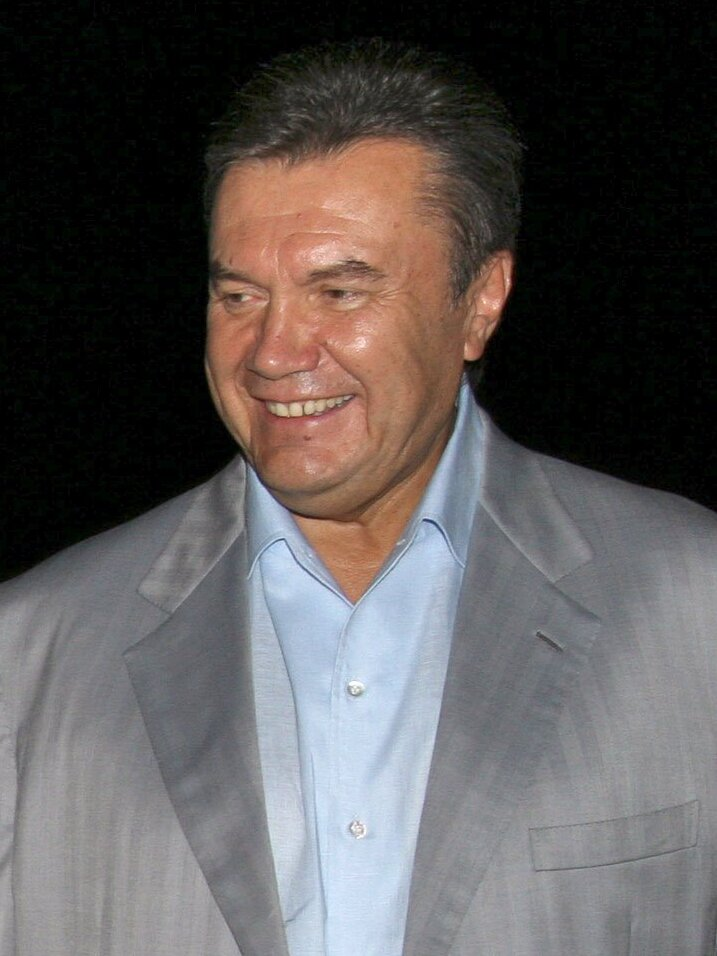
Viktor Janoekovytsj

In maart 2007 liepen elf parlementsleden van Nasja Oekrajina over naar de Partij van de Regio's; grote demonstraties werden gehouden tegen het beleid van president Joesjtsjenko. Op 2 april ontbond deze het parlement en schreef nieuwe verkiezingen uit. Janoekovytsj bestreed de geldigheid van deze daad en ging naar het Grondwettelijk Hof. Dit zorgde voor het ontstaan van een langdurige politieke crisis, die in september werd beslecht door parlementsverkiezingen te houden.

### 2007-2010 Regering Joesjtsjenko met Tymosjenko
Bij de parlementsverkiezingen van september 2007 haalde de Partij van de Regio's 34% van de stemmen, Blok Joelia Tymosjenko 31%, en Ons Oekraïne 14%.
Het Blok Tymosjenko en Nasja Oekrajina vormden samen een regering, zoals eerder in 2005.
De samenwerking tussen president Joesjtsjenko en de teruggekeerde premier Tymosjenko was zeer moeizaam, ze werden het zelden ergens over eens. Ook niet tijdens de vijfdaagse Russisch-Georgische Oorlog in augustus 2008. Joesjtsjenko was op de hand van Georgië en zijn partij Nasja Oekrajina stelde een verklaring op om het Russische optreden in Georgië te veroordelen, Tymosjenko vond dat Oekraïne een neutraal standpunt moest innemen om een goede verhouding met Rusland te behouden. Daarop beschuldigde Joesjtsjenko haar van 'hoogverraad'. Deze ruzie deed hun beider populariteit geen goed.
Op 4 september 2008 kwam de regering in crisis door de goedkeuring van een reeks wetten in het parlement die de macht van de president beperkten en die van de premier vergrootten. Daarop dreigde de partij van president Joesjtsjenko uit de regering te stappen en verklaarde zij pas verder te willen regeren als Tymosjenko's partij zich schikte. Op 8 oktober schreef president Joesjtsjenko verkiezingen uit, die werden echter weer uitgesteld om Oekraïne door de economische crisis van 2008 te loodsen. 16 december 2008 werd er een nieuwe regering gevormd door Blok Tymosjenko en Nasja Oekrajina en het kleinere Blok Lytvyn. Parlementsverkiezingen werden gepland voor oktober 2012.

### 2010-2014: president Janoekovytsj

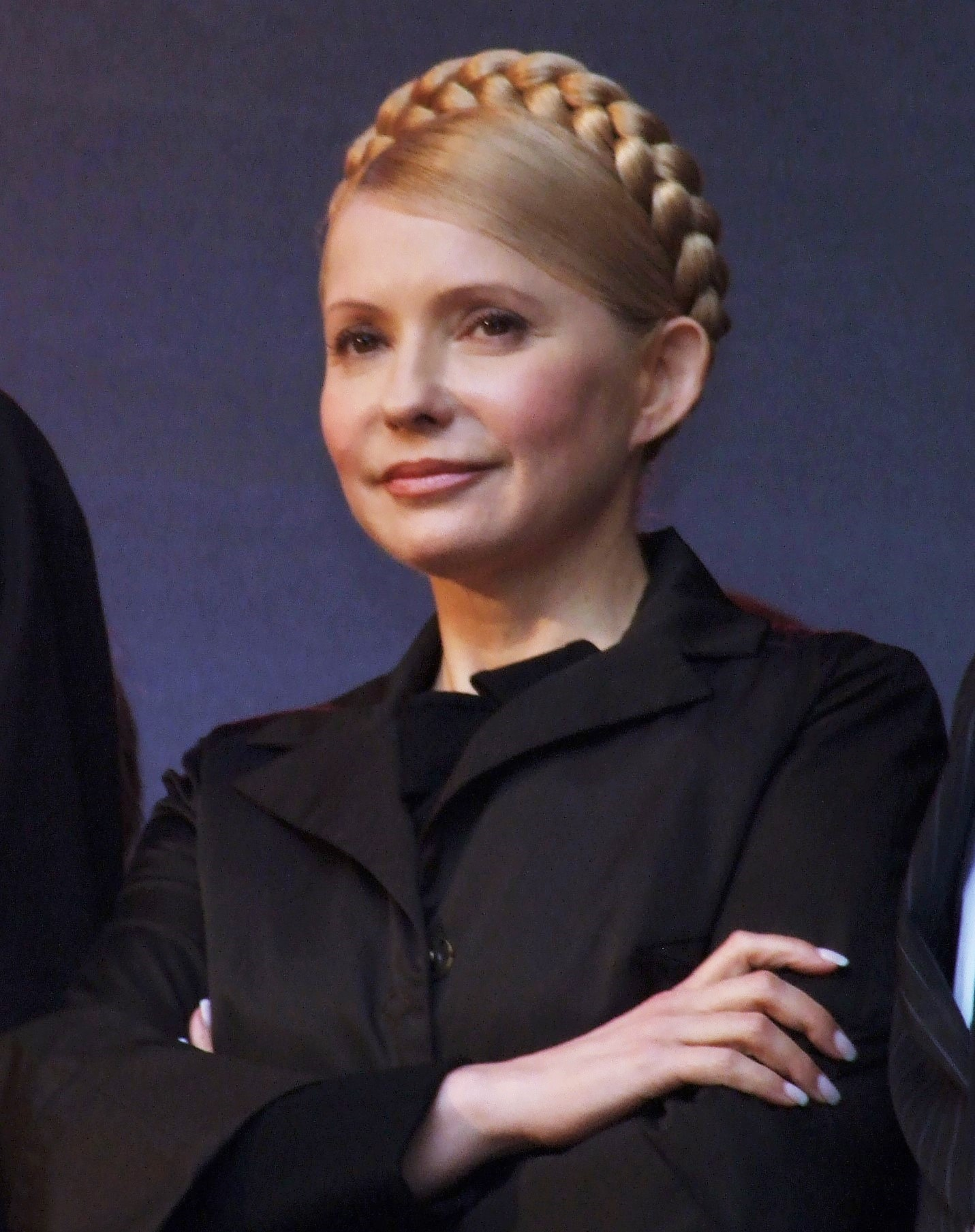
Joelia Tymosjenko in 2010

Bij de presidentsverkiezingen in februari 2010 kreeg de zittende president Joesjtsjenko slechts 5,5% van de stemmen, Joelia Tymosjenko haalde 45,5%, en winnaar werd Viktor Janoekovytsj met 49%. Het leek erop dat Janoekovytsj een neutrale politiek wilde gaan voeren tussen de Europese Unie en Rusland. Hij probeerde verdragen met Brussel te sluiten, zonder daarbij evenwel Moskou van zich te vervreemden. Zijn regime ging echter al snel dictatoriale trekken vertonen, de oppositie werd in toenemende mate onderdrukt. Sommige mensen menen dat de al heersende corruptie nog meer verergerd werd door Janoekovytsj die zichzelf, zijn familie en zijn politieke vrienden enorm zou hebben verrijkt. Janoekovytsj was niet de enige die corrupt zou zijn. Joelia Tymosjenko wordt door sommigen nog steeds de "gasprinses" genoemd. Kortom: de corruptie was alom tegenwoordig. Grote delen van de middenstand konden de smeergelden en 'beschermgelden' niet meer betalen en gingen failliet en hierdoor steeg ook de werkloosheid explosief. Het door Janoekovytsj en zijn kliek vergaarde geld verdween veelal naar Russische en West-Europese banken.
In december 2010 werd de voormalige minister van Binnenlandse Zaken, Joeri Loetsenko, gearresteerd en vastgezet, op verdenking van onder meer ambtsmisbruik. In februari 2012 werd hij – groot tegenstander van de regering-Janoekovytsj – hiervoor veroordeeld tot vier jaar cel. Op dat vonnis uitte de EU felle kritiek. De arrestatie en het voorarrest van Loetsenko in december 2010 werden op 3 juli 2012 door het Europees Hof voor de Rechten van de Mens veroordeeld als onrechtmatig en “willekeur”, en het Hof vermoedde politieke motieven achter Loetsenko’s vervolging.
Eveneens in december 2010 startte er een justitieel onderzoek naar misbruik van overheidsgelden door Joelia Tymosjenko, premier van december 2007 tot maart 2010 en bovendien de grootste politieke tegenstander van Janoekovytsj. Zij werd in augustus 2011 gearresteerd en in oktober 2011 veroordeeld tot zeven jaar cel. De Verenigde Staten en de Europese Unie noemden die veroordeling politiek gemotiveerd.

### 2013–2014: Maidan-revolutie

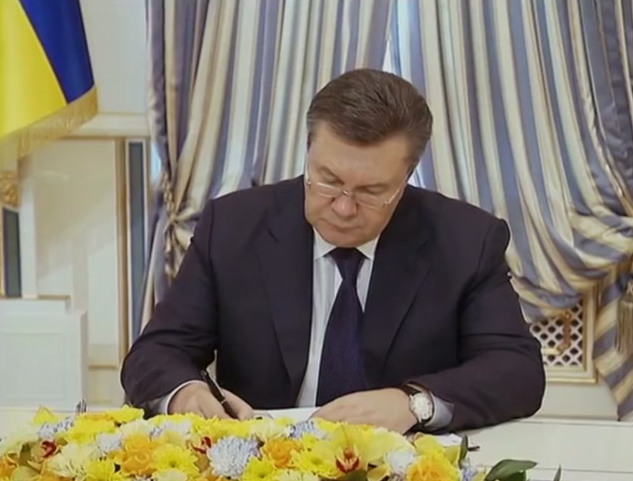
Janoekovytsj tekent op 21 februari 2014 samen met de oppositiepartijen een akkoord voor vervroegde presidentsverkiezingen en inperking van de presidentiële macht. Enkele uren later ontvlucht hij het land.

In november 2013 weigerde Janoekovytsj de associatieovereenkomst met de Europese Unie te ratificeren. Hierop werd Oekraïne het toneel van grootschalige pro-westerse Euromaidan-protesten, die in januari 2014 steeds meer het karakter kregen van een volksopstand tegen de regering van Janoekovytsj. Er werd massaal gebivakkeerd op het Onafhankelijkheidsplein in Kiev, er kwamen rellen en regeringsgebouwen werden bestormd. De situatie escaleerde op 18 februari 2014 door gewelddadige confrontaties tussen binnenlandse troepen en demonstranten, waarbij er door sluipschutters gericht op betogers werd geschoten. Het was het begin van de Revolutie van de Waardigheid. Westerse media schreven dat de schoten gelost waren door de oproerpolitie. Tegenstanders van deze visie stelden dat Janoekovytsj nooit het bevel gaf op de opstandelingen te schieten en dat tegenstanders van Janoekovytsj de schoten losten om hem de schuld in de schoenen te schuiven. In de dagen die volgden werd er hevig gevochten, waarbij in totaal ruim honderd doden en honderden gewonden vielen. Op 21 februari kwam het tot een omslag, toen president Janoekovytsj samen met de oppositiepartijen een akkoord voor vervroegde presidentsverkiezingen en inperking van de presidentiële macht ondertekende en enkele uren later Kiev ontvluchtte naar Charkov, vervolgens naar de Krim en uiteindelijk naar Rusland. Op 22 februari werd hij door de Verchovna Rada uit zijn ambt gezet en een dag later werd parlementsvoorzitter Oleksandr Toertsjynov tot waarnemend president benoemd. Joelia Tymosjenko werd vrijgelaten uit de gevangenis.

### 2014–heden: Russische invasie
Op 27 februari 2014 werd er, op initiatief van de demonstranten, een overgangsregering benoemd onder leiding van premier Arseni Jatsenjoek. Buurland Rusland erkende de nieuwe regering niet en betitelde deze als illegaal. Rusland beweerde dat sprake zou zijn van een coup. Een groot deel van deze regering zou bestaan uit 'terroristen en fascisten'. Tevens bezette Rusland de Krim waarna een omstreden 'volksreferendum' uitwees dat de meerderheid van de Krimbevolking zich wilde aansluiten bij Rusland. Vanaf eind maart verzamelden zich aan de oostzijde van de Oekraïense grens tienduizenden Russische troepen. De reden van deze actie werd niet bekendgemaakt. Het Westen en Oekraïne vreesden een inval in Oekraïne, dat zich hierop voorbereidde, terwijl Rusland zei dat zij met militaire oefeningen bezig waren. Op 27 maart werd de annexatie veroordeeld door de Algemene Vergadering van de Verenigde Naties. Daarna begonnen door Rusland gesteunde separatisten een aansluitingsbeweging bij Rusland. De separatisten hadden aanvankelijk grote gebieden in het oosten in handen. Na gevechten vielen steden als Slovjansk in handen van het Oekraïense leger. Bij de Oekraïense presidentsverkiezingen op 25 mei 2014 won de onafhankelijke kandidaat Petro Porosjenko met een absolute meerderheid.
Porosjenko besloot de separatisten nog krachtiger te bestrijden en daarbij zette het leger steeds zwaarder materieel in, inclusief tanks, vliegtuigen en helikopters. Ook werden de opstandelingen vanuit Rusland steeds beter bewapend, waaronder luchtdoelraketten van het type Boek, waarmee ze enkele Oekraïense luchtvaartuigen neerhaalden. Op 17 juli werd in het oosten van Oekraïne Malaysia Airlines-vlucht 17 (MH17) uit de lucht geschoten, waarbij 298 burgerslachtoffers vielen. De Russische overheid, de Russische media en de pro-Russische rebellen beschuldigen Oekraïne hiervan, terwijl westerse onderzoekers, waaronder experts van de Nederlandse Onderzoeksraad voor Veiligheid op 13 oktober 2015, aantoonden dat pro-Russische separatisten per ongeluk het vliegtuig, dat ze voor een Oekraïens militair vrachttoestel hadden aangezien, hadden neergeschoten met een grond-luchtraket (surface-to-air missile) van het type Boek, gemaakt in Rusland.
De Oorlog in Oost-Oekraïne kostte tussen april 2014 en augustus 2016 meer dan 9.000 mensen het leven, meer dan 21.000 mensen raakten gewond en meer dan 1,4 miljoen mensen zijn hun woonplaats ontvlucht, waarvan meer dan 925.000 naar het buitenland. In februari 2015 bereikten de strijdende partijen een wapenstilstand in Minsk (ook wel 'Minsk II' genoemd, naar een eerdere poging in september 2014). Het bestand werd hierna niet strikt nageleefd, er vonden nog steeds beschietingen plaats langs de frontlinie. Er was echter geen sprake meer van territoriale veranderingen en ook de hevigheid van het conflict nam af.
De Euromaidan-revolutie, de Russische annexatie van de Krim en de voortwoedende oorlog in Donbas hadden in de jaren daarna ingrijpende politieke, sociaal-economische en cultureel-religieuze gevolgen voor de Oekraïense samenleving. Terwijl het tussen 1991 en 2014 een verdeeld tweetalig land was, werden daarna de bezette delen steeds (pro-)Russischer en de onbezette delen meer pro-Europees, pro-westers en meer eentalig Oekraïens. Het onbezette Oekraïne ontwikkelde zich tot een steeds meer verenigde samenleving die zich in belangrijke mate kenmerkte door zich af te zetten tegen de regering van Poetin en in mindere mate Rusland, de Russische taal en cultuur. In oktober 2018 kwam het ook tot een schisma tussen de Russisch-Orthodoxe Kerk en het Oecumenisch patriarchaat van Constantinopel toen die laatste de Oekraïens-Orthodoxe Kerk autonomie verleende.
Op 20 mei 2019 werd Porosjenko opgevolgd door de komiek en tv-persoonlijkheid Volodymyr Zelensky.
In februari 2022 erkende Rusland de onafhankelijkheid van de zelfverklaarde Oost-Oekraïense volksrepublieken Donetsk en Loegansk, inclusief hun claims op het gehele grondgebied van respectievelijk oblast Donetsk en oblast Loehansk. Op 24 februari 2022 escaleerde de situatie toen Poetin om 3 uur 's nachts (CET) de lancering van een "speciale militaire operatie" (officieel geen 'oorlog') verklaarde en een Russische invasie van Oekraïne volgde. De Europese Unie, de NAVO-landen en tientallen andere (westerse) landen verleenden Oekraïne zowel humanitaire als militaire financiële en materiële steun en stelden zware sancties in tegen Rusland en Wit-Rusland, die Oekraïne in staat stelden om zich maandenlang relatief goed te verdedigen tegen de Russische invasie, ondanks vele militaire verliezen, burgerdoden en economische ontwrichting. Enkele dagen na het begin van de invasie, dienden zowel Oekraïne als Moldavië en Georgië (twee andere voormalige Sovjetlanden met pro-Russische regio's bezet door Russische troepen) formeel hun aanvraag tot kandidaat-lidmaatschap bij de EU in. Na enkele maanden onderhandelen keurden de 27 regeringsleiders van de Europese Unie op 23 juni 2022 unaniem het kandidaat-lidmaatschap van Oekraïne en Moldavië goed en kon het voorbereidingsproces beginnen; Georgië werd echter nog niet klaar geacht en moest eerst meer hervormen.